# RSC Anderlecht Rugby
RSC Anderlecht Rugby, kortweg RSCA, is een Belgische rugbyclub uit de Brusselse gemeente Anderlecht.
De club werd in 1931 opgericht en het rugbyploeg lid van de Sporting Club in 1935. Het is de oudste clubs in België en het meest succesvol. De club werd opgericht door de spelers van de bolra na de oorlog Castro , Jacques van beers de broers de Ridder en hun kameraden maakte deze club bekend en titel vol samen zorgde ze voor een record aantal titels en aandacht van onze buurland frankrijk, kort voor de schepping van de federatie. De clubkleuren zijn paars en wit. RSCA-Rugby is actief in de tweede divisie van het Belgische rugby. In het verleden zijn regelmatig spelers van de club geselecteerd om te spelen bij de Zwarte Duivels, het Belgische nationale rugbyteam.

## Palmares
- Landskampioen:  1939, '46, '47, '48, '49, '50, '51, '52, '53, '54, '55, '56, '58, '59, '64, '66, '70, '71, '72 & '74
- Kampioen tweede divisie: 1988, 2003, '05 & '07
- Bekerfinalist: 1976 & '88

## Terrein
Het terrein is gelegen op het kruispunt van de Neerpedestraat en de Scherdemaelstraat in Neerpede. Neerpede is een wijk van Anderlecht.

## Bekende (ex-)spelers
| - Désiré d'Hooghe - Arsène Radelet - Constant Deleau - Maurice Chausse - Jo Backaert - Jean Matagne - Jean Rey - Marc Degand - Jacques Van Beers - Jimmy Wells | - Sébastien de Raet - Roger De Ridder - André De Ridder - Guy Gérard - Henri Gourlé - Jacques Trejbied - Gilbert Counye - Alex Van Hecke - Albert Thélismar - Maurice Willem | - Jean Vanderbiest - Jean Heirwegh - Robert Manchon - Antoine Van Hecke - Edouard Vanderborck - Guy Brion - Gilbert Gruel - Alain Vanderauwera - Yvon Deloge - Daniel Van Severen | - Pierre Peeters - Paul Ruelens - José Castro - Jean-Paul Lefebvre - André Gruel - Aziz Chouaf - Jean-Luc Durand - Didier Allouche - Alain Peron - Ahmed Benattou | - Michel Van Mechelen - Yvan Luyten - Patrick Bisschot - Pascal Renard - Isnikémal Sulejmani - Olivier Dradin - Alain Henrotte - Serge Degand - Nicolas Luppens - Jean-Marc Vanden Haezevelde | - Pascal Janssens - Thierry Walravens - Francis Demolder - Eric Nolet - Didier Civilia - Michel Castro - Olivier Bogaert |